# Zentralamerika- und Karibikspiele 2018/Leichtathletik

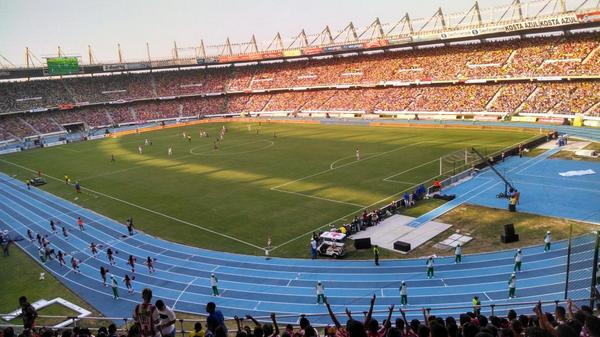
Estadio Metropolitano Roberto Meléndez (2015)

Bei den Zentralamerika- und Karibikspielen 2018 in Barranquilla, Kolumbien wurden in der  Leichtathletik im Estadio Metropolitano Roberto Meléndez vom 29. Juli bis 3. August 46 Wettbewerbe ausgetragen.

## Medaillenspiegel
| Platz  | Land                     | Gold | Silber | Bronze | Gesamt |
| ------ | ------------------------ | ---- | ------ | ------ | ------ |
| 01     | Kolumbien                | 11   | 5      | 9      | 25     |
| 02     | Kuba                     | 10   | 8      | 9      | 27     |
| 03     | Mexiko                   | 8    | 4      | 5      | 17     |
| 04     | Jamaika                  | 8    | 3      | 6      | 17     |
| 05     | Trinidad und Tobago      | 2    | 5      | 2      | 9      |
| 06     | Barbados                 | 2    | —      | 1      | 3      |
| 07     | Dominikanische Republik  | 1    | 3      | 2      | 6      |
| 08     | Venezuela                | 1    | 2      | 2      | 5      |
| 09     | Britische Jungferninseln | 1    | 1      | 1      | 3      |
| 10     | Costa Rica               | 1    | —      | 1      | 2      |
| 11     | Bahamas                  | 1    | —      | —      | 1      |
| 0      | St. Lucia                | 1    | —      | —      | 1      |
| 13     | Puerto Rico              | —    | 7      | 2      | 9      |
| 14     | Guatemala                | —    | 2      | 2      | 4      |
| 15     | Panama                   | —    | 1      | 1      | 2      |
| 0      | St. Kitts und Nevis      | —    | 1      | 1      | 2      |
| 17     | Bermuda                  | —    | 1      | —      | 1      |
| 0      | Grenada                  | —    | 1      | —      | 1      |
| 0      | Haiti                    | —    | 1      | —      | 1      |
| 20     | Antigua und Barbuda      | —    | —      | 1      | 1      |
| 0      | Suriname                 | —    | —      | 1      | 1      |
| Gesamt | Gesamt                   | 47   | 45     | 46     | 138    |

## Männer

### 100 m
| Platz | Athlet             | Land | Zeit (s) |
| ----- | ------------------ | ---- | -------- |
| 1     | Nesta Carter       | JAM  | 10,07 SB |
| 2     | Jason Rogers       | SKN  | 10,15    |
| 3     | Cejhae Greene      | ATG  | 10,16    |
| 4     | Mario Burke        | BAR  | 10,17    |
| 5     | Javoy Tucker       | JAM  | 10,25    |
| 6     | Christopher Valdez | DOM  | 10,27    |
| 7     | Reynier Mena       | CUB  | 10,36    |
|       | Burkheart Ellis    | BAR  | DSQ      |

30. Juli

### 200 m
| Platz | Athlet             | Land | Zeit (s) |
| ----- | ------------------ | ---- | -------- |
| 1     | Bernardo Baloyes   | COL  | 20,13    |
| 2     | Alonso Edward      | PAN  | 20,17    |
| 3     | Kyle Greaux        | TTO  | 20,26    |
| 4     | Rasheed Dwyer      | JAM  | 20,41    |
| 5     | Jahnoy Thompson    | JAM  | 20,56    |
| 6     | Reynier Mena       | CUB  | 20,60    |
| 7     | Yancarlos Martínez | DOM  | 20,63    |
|       | Virjilio Griggs    | PAN  | DSQ      |

1. August
Der ursprünglich achtplatzierte Panamer Virjilio Griggs wurde 2020 wegen eines Betrugvergehens nachträglich disqualifiziert.

### 400 m
| Platz | Athlet           | Land | Zeit (s) |
| ----- | ---------------- | ---- | -------- |
| 1     | Luguelín Santos  | DOM  | 44,59 SB |
| 2     | Yoandys Lescay   | CUB  | 45,38 SB |
| 3     | Nery Brenes      | CRC  | 45,61    |
| 4     | Rusheen McDonald | JAM  | 45,70 SB |
| 5     | Jhon Perlaza     | COL  | 45,72    |
| 6     | Alonzo Russell   | BAH  | 46,18    |
| 7     | Lidio Féliz      | DOM  | 46,19    |
| 8     | Steven Gayle     | JAM  | 46,97    |

1. August

### 800 m
| Platz | Athlet              | Land | Zeit (min) |
| ----- | ------------------- | ---- | ---------- |
| 1     | Jesús Tonatiú López | MEX  | 1:45,2     |
| 2     | Ryan Sánchez        | PUR  | 1:46,3     |
| 3     | Wesley Vázquez      | PUR  | 1:46,6     |
| 4     | Anthonio Mascoll    | BAR  | 1:47,3     |
| 5     | Jorge Liranzo       | CUB  | 1:48,9     |
| 6     | Jorge Arturo Montes | MEX  | 1:49,4     |
| 7     | Juan Diego Castro   | CRC  | 1:49,8     |
| 8     | Eric McKenzie       | JAM  | 2:04,0     |

30. Juli

### 1500 m
| Platz | Athlet                   | Land | Zeit (min) |
| ----- | ------------------------ | ---- | ---------- |
| 1     | Fernando Daniel Martínez | MEX  | 3:56,57    |
| 2     | José Eduardo Rodríguez   | MEX  | 3:56,70    |
| 3     | Carlos Andres San Martin | COL  | 3:56,78    |
| 4     | Alfredo Santana          | PUR  | 3:57,26    |
| 5     | Jorge Liranzo            | CUB  | 3:57,47    |
| 6     | Andrés Arroyo            | PUR  | 3:57,57    |
| 7     | Marvin Blanco            | VEN  | 3:58,42 SB |
| 8     | Dage Minors              | BER  | 4:10,63    |

1. August

### 5000 m
| Platz | Athlet                   | Land | Zeit (min)  |
| ----- | ------------------------ | ---- | ----------- |
| 1     | José Mauricio González   | COL  | 13:54,40 SB |
| 2     | Mario Pacay              | GUA  | 13:56,30    |
| 3     | Víctor Montañez          | MEX  | 14:05,87 PB |
| 4     | Iván Darío González      | COL  | 14:12,96 SB |
| 5     | Fernando Daniel Martínez | MEX  | 14:28,29    |
| 6     | Alberto González         | GUA  | 14:41,53    |
| 7     | Álvaro Sanabria          | CRC  | 14:54,98    |
| 8     | Oscr Aldana              | ESA  | 15:28,57 SB |

31. Juli

### 10.000 m
| Platz | Athlet                  | Land | Zeit (min) |
| ----- | ----------------------- | ---- | ---------- |
| 1     | Juan Luis Barrios       | MEX  | 30:07,49   |
| 2     | Mario Pacay             | GUA  | 30:09,79   |
| 3     | Iván Darío González     | COL  | 30:15,23   |
| 4     | Luis Alberto Orta       | VEN  | 30:15,48   |
| 5     | Miguel Ángel Amador     | COL  | 30:40,91   |
| 6     | Alberto González        | GUA  | 30:59,17   |
| 7     | Álvaro Sanabria         | CRC  | 31:15,48   |
| 8     | Eduardo Terrance Garcia | ISV  | 31:15,48   |

29. Juli

### Marathon
| Platz | Athlet             | Land | Zeit (h) |
| ----- | ------------------ | ---- | -------- |
| 1     | Jeison Suárez      | COL  | 2:29:54  |
| 2     | Daniel Vargas      | MEX  | 2:30:30  |
| 3     | Williams Julajuj   | GUA  | 2:31:42  |
| 4     | Luis Carlos Rivero | GUA  | 2:35:13  |
| 5     | Dario Castro       | MEX  | 2:37:33  |
| 6     | Henrry Jaen        | CUB  | 2:39:17  |
|       | José David Cardona | COL  | DNF      |

3. August

### 110 m Hürden
| Platz | Athlet             | Land | Zeit (s) |
| ----- | ------------------ | ---- | -------- |
| 1     | Shane Brathwaite   | BAR  | 13:38 SB |
| 2     | Ruebin Walters     | TTO  | 13,57    |
| 3     | Roger Iribarne     | CUB  | 13,58    |
| 4     | Juan Carlos Moreno | COL  | 13,94    |
| 5     | Genaro Rodríguez   | MEX  | 13,95    |
| 6     | Elie Agot          | MTQ  | 13,99    |
| 7     | Lafranz Campbell   | JAM  | 14,12    |
|       | Aaron Lewis        | TTO  | DNF      |

31. Juli

### 400 m Hürden
| Platz | Athlet              | Land | Zeit (s) |
| ----- | ------------------- | ---- | -------- |
| 1     | Kyron McMaster      | IVB  | 47,60 GR |
| 2     | Annsert Whyte       | JAM  | 48,50 SB |
| 3     | Juander Santos      | DOM  | 47,77 SB |
| 4     | Shawn Rowe          | JAM  | 49,30    |
| 5     | Fernando Arodi Vega | MEX  | 49,85 PB |
| 6     | Gerald Drummond     | CRC  | 49,94    |
| 7     | Pablo Andrés Ibáñez | ESA  | 49,96 PB |
| 8     | Jehue Gordon        | TTO  | 50,02    |

31. Juli

### 3000 m Hindernis
| Platz | Athlet               | Land | Zeit (min) |
| ----- | -------------------- | ---- | ---------- |
| 1     | Gerald Giraldo       | COL  | 8:44,51 SB |
| 2     | Ricardo Estremera    | PUR  | 8:46,24 SB |
| 3     | Andrés Camargo       | COL  | 8:50,66    |
| 4     | Quetzalcoatl Delgado | MEX  | 8:56,86    |
| 5     | Álvaro Abreu         | DOM  | 9:02,28    |
| 6     | Christopher Endoqui  | MEX  | 9:03,24    |
|       | José Peña            | VEN  | DNF        |
|       | Marvin Blanco        | VEN  | DNS        |

2. August

### 4 × 100 m Staffel
| Platz | Land                    | Athleten                                                                  | Zeit (s) |
| ----- | ----------------------- | ------------------------------------------------------------------------- | -------- |
| 1     | Barbados                | Shane Brathwaite Mario Burke Burkheart Ellis Jaqueone Hoyte               | 38,41 NR |
| 2     | Dominikanische Republik | Christopher Valdez Yohandris Andújar Stanly del Carmen Yancarlos Martínez | 38,71 SB |
| 3     | Jamaika                 | Nesta Carter Romario Williams Rasheed Dwyer Javoy Tucker                  | 38,79    |
| 4     | Trinidad und Tobago     | Nathan Farinha Jonathan Farinha Jalen Purcell Keston Bledman              | 38,90 SB |
| 5     | Kuba                    | Harlyn Pérez Roberto Skyers Reynier Mena Roger Iribarne                   | 39,03 SB |
| 6     | Kolumbien               | Jhonny Rentería Diego Palomeque Deivi Diaz Bernardo Baloyes               | 39,17    |
| 7     | Venezuela               | Alberto Aguilar Alexis Nieves Rafael Vásquez Arturo Ramírez               | 39,63    |
| 8     | Curaçao                 | Gedyone Augusta Prince Kwidama Jean-Andre Denisia Rachmil van Lamoen      | 40,97    |

2. August

### 4 × 400 m Staffel
| Platz | Land                    | Athleten                                                         | Zeit (min) |
| ----- | ----------------------- | ---------------------------------------------------------------- | ---------- |
| 1     | Kuba                    | Leandro Zamora Adrián Chacón Raydel Rojas Yoandys Lescay         | 3:03,87 SB |
| 2     | Dominikanische Republik | Luguelín Santos Juander Santos Andito Charles Leonel Bonón       | 3:03,92 SB |
| 3     | Kolumbien               | Diego Palomeque Rafith Rodríguez Yilmar Herrera Jhon Perlaza     | 3:04,35 SB |
| 4     | Venezuela               | Alberto Aguilar José Melendez Kelvis Padrino Omar Longart        | 3:06,62    |
| 5     | Bahamas                 | Michael Mathieu Stephen Newbold Kendrick Thompson Alonzo Russell | 3:07,31    |
| 6     | Costa Rica              | Emmanuel Niño Gerald Drummond Jeikob Monge Nery Brenes           | 3:07,31 SB |
|       | Jamaika                 | Jahnoy Thompson Ivan Henry Devaughn Baker Rusheen McDonald       | DNF        |
|       | Turks- und Caicosinseln | Colby Jennings Ifeanyichukwu Otuonye Angelo Garland Ken Reyes    | DNF        |

2. August

### 20 km Gehen
| Platz | Athlet                  | Land | Zeit (h) |
| ----- | ----------------------- | ---- | -------- |
| 1     | Éider Arévalo           | COL  | 1:26:42  |
| 2     | Manuel Esteban Soto     | COL  | 1:26:59  |
| 3     | Erick Barrondo          | GUA  | 1:27:17  |
| 4     | Andrés Olivas           | MEX  | 1:28:12  |
| 5     | Yassir Cabrera          | PAN  | 1:28:56  |
| 6     | Carlos Sánchez          | MEX  | 1:32:54  |
| 7     | José Alejandro Barrondo | GUA  | 1:34:04  |
| 8     | José Israel Mélendez    | PUR  | 1:34:24  |

1. August

### 50 km Gehen
| Platz | Athlet                | Land | Zeit (h) |
| ----- | --------------------- | ---- | -------- |
| 1     | José Leyver Ojeda     | MEX  | 4:02:45  |
| 2     | Jorge Armando Ruiz    | COL  | 4:05:28  |
| 3     | José Leonardo Montaña | COL  | 4:08:10  |
| 4     | Bernardo Barrondo     | GUA  | 4:24:20  |
| 5     | José Maria Raymundo   | GUA  | 4:37:45  |
|       | Omar Zepeda           | MEX  | DNF      |
|       | José Leonidas Romero  | HON  | DNF      |

1. August

### Hochsprung
| Platz | Athlet           | Land | Höhe (m) |
| ----- | ---------------- | ---- | -------- |
| 1     | Donald Thomas    | BAH  | 2,28     |
| 2     | Eure Yáñez       | VEN  | 2,28 =SB |
| 3     | Jermaine Francis | SKN  | 2,28 NR  |
| 4     | Luis Castro      | PUR  | 2,28 SB  |
| 5     | Jamal Wilson     | BAH  | 2,24     |
| 6     | Luis Zayas       | CUB  | 2,19     |
| 7     | Alexander Bowen  | PAN  | 2,19     |
| 8     | Edgar Rivera     | MEX  | 2,16     |

1. August

### Stabhochsprung
| Platz | Athlet          | Land | Höhe (m) |
| ----- | --------------- | ---- | -------- |
| 1     | Lázaro Borges   | CUB  | 5,30 SB  |
| 1     | Walter Viáfara  | COL  | 5,30 =PB |
| 3     | Eduardo Nagples | CUB  | 5,20     |
| 4     | Natán Rivera    | ESA  | 5,10 =PB |
| 5     | Pablo Chaverra  | COL  | 5,00 SB  |
| 6     | Jorge Montes    | DOM  | 5,00 =SB |
| 7     | Pedro Figueroa  | ESA  | 4,75 SB  |
|       | Daniel Arellano | MEX  | NM       |

2. August

### Weitsprung
| Platz | Athlet                | Land | Weite (m) |
| ----- | --------------------- | ---- | --------- |
| 1     | Ramone Bailey         | JAM  | 8,07      |
| 2     | Tyrone Smith          | BER  | 8,03 SB   |
| 3     | Andwuelle Wright      | TTO  | 7,94      |
| 4     | Emanuel Archibald     | GUY  | 7,83 SB   |
| 5     | Maikel Vidal          | CUB  | 7,70      |
| 6     | Ifeanyichukwu Otuonye | TCA  | 7,66      |
| 7     | Sendy Mercedes        | DOM  | 7,53      |
| 8     | Juan Mosquera         | PAN  | 7,44      |

31. Juli

### Dreisprung
| Platz | Athlet            | Land | Weite (m) |
| ----- | ----------------- | ---- | --------- |
| 1     | Cristian Nápoles  | CUB  | 17,34 PB  |
| 2     | Jordan Díaz       | CUB  | 17,29     |
| 3     | Miguel van Assen  | SUR  | 16,96 PB  |
| 4     | Jordan Scott      | JAM  | 16,82 PB  |
| 5     | Troy Doris        | GUY  | 16,43     |
| 6     | Kaiwan Culmer     | BAH  | 16,24     |
| 7     | Yordanys Durañona | DMA  | 16,18     |
| 8     | Jhon Murillo      | COL  | 16,09     |

2. August

### Kugelstoßen
| Platz | Athlet           | Land | Weite (m) |
| ----- | ---------------- | ---- | --------- |
| 1     | O’Dayne Richards | JAM  | 21,02 GR  |
| 2     | Ashinia Miller   | JAM  | 20,19     |
| 3     | Eldred Henry     | IVB  | 20,18 PB  |
| 4     | Uziel Muñoz      | MEX  | 19,87 PB  |
| 5     | Mario Cota       | MEX  | 19,34     |
| 6     | Hezekiel Romeo   | TTO  | 18,57 PB  |
| 7     | Akeem Stewart    | TTO  | 18,48     |
| 8     | Devon Patterson  | PUR  | 17,20     |

30. Juli

### Diskuswurf
| Platz | Athlet                  | Land | Weite (m) |
| ----- | ----------------------- | ---- | --------- |
| 1     | Mauricio Ortega         | COL  | 66,30 PB  |
| 2     | Jorge Fernández         | CUB  | 65,27 SB  |
| 3     | Travis Smikle           | JAM  | 64,68     |
| 4     | Mario Cota              | MEX  | 60,79 SB  |
| 5     | Basil Bingham           | JAM  | 60,26 SB  |
| 6     | Joshua-Benjamin Phelipa | CUW  | 51,30 SB  |
| 7     | Winston Campbell        | HON  | 49,11     |

29. Juli

### Hammerwurf
| Platz | Athlet           | Land | Weite (m) |
| ----- | ---------------- | ---- | --------- |
| 1     | Diego del Real   | MEX  | 74,95 GR  |
| 2     | Reinier Mejías   | CUB  | 73,28     |
| 3     | Roberto Janet    | CUB  | 73,11     |
| 4     | Roberto Sawyers  | CRC  | 71,98 SB  |
| 5     | Caniggia Raynor  | JAM  | 65,94     |
| 6     | Diego Berrios    | GUA  | 61,23     |
| 7     | Enrique Martínez | ESA  | 55,51     |

31. Juli

### Speerwurf
| Platz | Athlet          | Land | Weite (m) |
| ----- | --------------- | ---- | --------- |
| 1     | Keshorn Walcott | TTO  | 84,47     |
| 2     | Anderson Peters | GRN  | 81,80     |
| 3     | David Carreón   | MEX  | 76,27     |
| 4     | Leslain Baird   | GUY  | 74,72     |
| 5     | Arley Ibargüen  | COL  | 74,57     |
| 6     | Felix Markim    | GRN  | 74,28     |
| 7     | Albert Reynolds | LCA  | 73,56     |
| 8     | Alex Pascal     | CAY  | 73,21 SB  |

2. August

### Zehnkampf
| Platz | Athlet              | Land | Punkte  |
| ----- | ------------------- | ---- | ------- |
| 1     | Leonel Suárez       | CUB  | 8026    |
| 2     | José Gregorio Lemos | COL  | 7913 NR |
| 3     | Briander Rivero     | CUB  | 7858    |
| 4     | Felipe Ruiz         | MEX  | 7340    |
| 5     | Ken Mullings        | BAH  | 6973 PB |
| 6     | José Miguel Paulino | DOM  | 6779    |
| 7     | Ronald Ramírez      | GUA  | 6470    |
|       | Georni Jaramillo    | VEN  | DNF     |

29. und 30. Juli

## Frauen

### 100 m
| Platz | Athletin               | Land | Zeit (s) |
| ----- | ---------------------- | ---- | -------- |
| 1     | Jonielle Smith         | JAM  | 11,04    |
| 2     | Khalifa St. Fort       | TTO  | 11,15    |
| 3     | Andrea Purica          | VEN  | 11,32    |
| 4     | Marileidy Paulino      | DOM  | 11,33    |
| 5     | Jura Levy              | JAM  | 11,52    |
| 6     | Shenel Crooke          | SKN  | 11,53    |
| 7     | Tahesia Harrigon-Scott | IVB  | 11,69    |
| 8     | Yasmin Woodruff        | PAN  | 11,70    |

30. Juli

### 200 m
| Platz | Athletin          | Land | Zeit (s) |
| ----- | ----------------- | ---- | -------- |
| 1     | Shashalee Forbes  | JAM  | 22,80 SB |
| 2     | Semoy Hackett     | TTO  | 22,95    |
| 3     | Jodean Williams   | JAM  | 22,96    |
| 4     | Marileidy Paulino | DOM  | 23,04    |
| 5     | Kayelle Clarke    | TTO  | 23,54    |
| 6     | Adriana Rodríguez | CUB  | 23,63 PB |
| 7     | Gémima Joseph     | GUF  | 23,89    |
| 8     | LaVerne Jones     | ISV  | 24,29    |

30. Juli

### 400 m
| Platz | Athletin         | Land | Zeit (s) |
| ----- | ---------------- | ---- | -------- |
| 1     | Tiffany James    | JAM  | 52,35    |
| 2     | Fiordaliza Cofil | DOM  | 52,72 SB |
| 3     | Derri-Ann Hill   | JAM  | 53,30    |
| 4     | Kanika Beckles   | GRN  | 53,75    |
| 5     | Ashley Kelly     | IVB  | 53,84    |
| 6     | Milagros Durán   | DOM  | 53,88    |
| 7     | Desire Bermúdez  | CRC  | 53,91 SB |
| 8     | Gilda Casanova   | CUB  | 55,38    |

1. August

### 800 m
| Platz | Athletin           | Land | Zeit (min) |
| ----- | ------------------ | ---- | ---------- |
| 1     | Rose Mary Almanza  | CUB  | 2:01,63    |
| 2     | Alena Brooks       | TTO  | 2:02,26    |
| 3     | Sonia Gaskin       | BAR  | 2:03,13 SB |
| 4     | Simoya Campbell    | JAM  | 2:03,16    |
| 5     | Alethia Marrero    | PUR  | 2:04,00    |
| 6     | Fellan Ferguson    | JAM  | 2:04,3     |
| 7     | Mariela Luisa Real | MEX  | 2:05,38    |
| 8     | Sade Sealy         | BAR  | 2:06,75    |

30. Juli

### 1500 m
| Platz | Athletin             | Land | Zeit (min) |
| ----- | -------------------- | ---- | ---------- |
| 1     | Rose Mary Almanza    | CUB  | 4:22,14 SB |
| 2     | Angelín Figueroa     | PUR  | 4:22,52    |
| 3     | Rosibel García       | COL  | 4:23,43 SB |
| 4     | Andrea Ferris        | PAN  | 4:25,04    |
| 5     | Muriel Coneo         | COL  | 4:25,72 SB |
| 6     | Ana Cristina Narváez | MEX  | 4:26,45    |
| 7     | Arletis Thaureaux    | CUB  | 4:26,55    |
| 8     | Viviana Aroche       | GUA  | 4:41,09 SB |

1. August

### 5000 m
| Platz | Athletin                | Land | Zeit (min)  |
| ----- | ----------------------- | ---- | ----------- |
| 1     | Muriel Coneo            | COL  | 16:14,47    |
| 2     | Beverly Ramos           | PUR  | 16:14,04    |
| 3     | Brenda Flores           | MEX  | 16:16,71 SB |
| 4     | Carolina Tabares        | COL  | 16:26,06    |
| 5     | Úrsula Patricia Sánchez | MEX  | 16:28,82    |
| 6     | Rolanda Bell            | PAN  | 16:56,41    |

1. August

### 10.000 m
| Platz | Athletin                | Land | Zeit (min)  |
| ----- | ----------------------- | ---- | ----------- |
| 1     | Úrsula Patricia Sánchez | MEX  | 33:41,48 GR |
| 2     | Beverly Ramos           | PUR  | 33:46,99 SB |
| 3     | Vianey de la Rosa       | MEX  | 34:10,75    |
| 4     | Carolina Tabares        | COL  | 34:21,05    |
| 5     | Kellys Arias            | COL  | 35:01,57 PB |
| 6     | Soranyi Rodríguez       | DOM  | 36:02,87    |
| 7     | Viviana Aroche          | GUA  | 38:50,85    |

3. August

### Marathon
| Platz | Athletin            | Land | Zeit (h) |
| ----- | ------------------- | ---- | -------- |
| 1     | Madaí Pérez         | MEX  | 2:57:55  |
| 2     | Dailin Belmonte     | CUB  | 2:59:09  |
| 3     | Angie Orjuela       | COL  | 2:59:49  |
| 4     | Jenny Méndez        | CRC  | 3:03:00  |
| 5     | Yudileyvis Castillo | CUB  | 3:04:29  |
| 6     | Adriana Zuñiga      | MEX  | 3:06:24  |

3. August

### 100 m Hürden
| Platz | Athletin          | Land | Zeit (s) |
| ----- | ----------------- | ---- | -------- |
| 1     | Andrea Vargas     | CRC  | 12,90 PB |
| 2     | Vanessa Clerveaux | HAI  | 13,07    |
| 3     | Jeanine Williams  | JAM  | 13,11    |
| 4     | Génesis Romero    | VEN  | 13,18    |
| 5     | Brigitte Merlano  | COL  | 13,24 SB |
| 6     | Eliecith Palacios | COL  | 13,28    |
| 7     | Jenea McCammon    | GUY  | 13,40    |
| 8     | Kierre Beckles    | BAR  | 13,48    |

31. Juli

### 400 m Hürden
| Platz | Athletin           | Land | Zeit (s) |
| ----- | ------------------ | ---- | -------- |
| 1     | Ronda Whyte        | JAM  | 55,08    |
| 2     | Zudikey Rodríguez  | MEX  | 55,11 PB |
| 3     | Zurian Hechavarría | CUB  | 55,13 PB |
| 4     | Rushell Clayton    | JAM  | 55,30    |
| 5     | Sparkle McKnight   | TTO  | 55,56    |
| 6     | Gianna Woodruff    | PAN  | 55,60 AR |
| 7     | Melissa González   | COL  | 56,57    |
| 8     | Grace Claxton      | PUR  | 56,77    |

31. Juli

### 3000 m Hindernis
| Platz | Athletin             | Land | Zeit (min)  |
| ----- | -------------------- | ---- | ----------- |
| 1     | Ana Cristina Narváez | MEX  | 10:00,01 SB |
| 2     | Beverly Ramos        | PUR  | 10:07,71    |
| 3     | Andrea Ferris        | PAN  | 10:18,92 SB |
| 4     | Rolanda Bell         | PAN  | 10:30,47    |
| 5     | Alondra Negrón       | PUR  | 10:58,47    |
|       | Viviana Aroche       | GUA  | DNS         |
|       | Muriel Coneo         | COL  | DNS         |

2. August

### 4 × 100 m Staffel
| Platz | Land                    | Athletinnen                                                           | Zeit (s) |
| ----- | ----------------------- | --------------------------------------------------------------------- | -------- |
| 1     | Jamaika                 | Jura Levy Sherone Simpson Jonielle Smith Natasha Morrison             | 43,41    |
| 2     | Trinidad und Tobago     | Khalifa St. Fort Zakiyah Denoon Reyare Thomas Semoy Hackett           | 43,61    |
| 3     | Dominikanische Republik | Mariely Sánchez Marileidy Paulino Anabel Medina Estrella de Aza       | 43,68 SB |
| 4     | Kolumbien               | Angie Saray González Darlenys Obregón Evelin Rivera Eliecith Palacios | 44,19 SB |
| 5     | Kuba                    | Geylis Montes Adriana Rodríguez Marelys Alfonso Evelyn Cipriano       | 44,44    |
| 6     | Venezuela               | Pamela Milano Andrea Purica Génesis Romero Nercely Soto               | 45,71    |

2. August

### 4 × 400 m Staffel
| Platz | Land                    | Athletinnen                                                         | Zeit (min) |
| ----- | ----------------------- | ------------------------------------------------------------------- | ---------- |
| 1     | Kuba                    | Zurian Hechavarría Rose Mary Almanza Gilda Casanova Roxana Gómez    | 3:29,48 GR |
| 2     | Jamaika                 | Derri-Ann Hill Tiffany James Sonikqua Walker Junelle Bromfield      | 3:30,67    |
| 3     | Kolumbien               | Eliana Chávez Rosangélica Escobar Melissa González Jennifer Padilla | 3:32,61    |
| 4     | Dominikanische Republik | Fiordaliza Cofil Anabel Medina Milagros Durán Evilin Del Carmen     | 3:33,64 NR |
| 5     | Puerto Rico             | Grace Claxton Alethia Marrero Gabriella Scott Pariis García         | 3:33,65    |
| 6     | Costa Rica              | Irma Harris Sharolyn Scott Daniela Rojas Desire Bermúdez            | 3:40,23 NR |

2. August

### Hochsprung
| Platz | Athletin               | Land | Höhe (m) |
| ----- | ---------------------- | ---- | -------- |
| 1     | Levern Spencer         | LCA  | 1,90     |
| 2     | Ximena Esquivel        | MEX  | 1,86     |
| 3     | María Fernanda Murillo | COL  | 1,86     |
| 4     | Priscilla Frederick    | ATG  | 1,82     |
| 5     | Saniel Athinson-Grier  | JAM  | 1,82     |
| 6     | Glenka Antonia         | CUW  | 1,82 PB  |
| 7     | Marysabel Senyu        | DOM  | 1,82 PB  |
| 8     | Isis Guerra            | CUB  | 1,79     |

2. August

### Stabhochsprung
| Platz | Athletin           | Land | Höhe (m) |
| ----- | ------------------ | ---- | -------- |
| 1     | Yarisley Silva     | CUB  | 4,70 GR  |
| 2     | Robeilys Peinado   | VEN  | 4,50     |
| 3     | Lisa Maria Salomón | CUB  | 4,10 =PB |
| 4     | Stefany Castillo   | COL  | 4,05 PB  |
| 5     | Yaritza Díaz       | PUR  | 3,85     |
| 5     | Titiana Ruiz       | MEX  | 3,85     |
| 7     | Carmen Cillanueva  | VEN  | 3,75     |
| 8     | Andrea Velasco     | ESA  | 3,45 SB  |

29. Juli

### Weitsprung
| Platz | Athletin          | Land | Weite (m) |
| ----- | ----------------- | ---- | --------- |
| 1     | Caterine Ibargüen | COL  | 6,83      |
| 2     | Chantel Malone    | IVB  | 6,52 SB   |
| 3     | Alysbeth Félix    | PUR  | 6,45 =PB  |
| 4     | Jesamyn Sauceda   | MEX  | 6,44      |
| 5     | Natalie Aranda    | PAR  | 6,43      |
| 6     | Sandisha Antoine  | LCA  | 6,29      |
| 7     | Irisdaymi Herrera | CUB  | 6,20      |
| 8     | Flor Álvarez      | DOM  | 6,19      |

30. Juli

### Dreisprung
| Platz | Athletin              | Land | Weite (m) |
| ----- | --------------------- | ---- | --------- |
| 1     | Caterine Ibargüen     | COL  | 14,92 GR  |
| 2     | Yosiris Urrutia       | COL  | 14,48 SB  |
| 3     | Liadagmis Povea       | CUB  | 14,44     |
| 4     | Ana José Tima         | DOM  | 14,13     |
| 5     | Sandisha Antoine      | LCA  | 13,91 PB  |
| 6     | Ivonne Rangel         | MEX  | 13,80     |
| 7     | Davisleydi Velazco    | CUB  | 13,52     |
| 8     | Thelma Nohemí Fuentes | GUA  | 13,48     |

1. August

### Kugelstoßen
| Platz | Athletin              | Land | Weite (m) |
| ----- | --------------------- | ---- | --------- |
| 1     | Cleopatra Borel       | TTO  | 18,14     |
| 2     | Yaniuvis López        | CUB  | 18,03     |
| 3     | María Fernanda Orozco | MEX  | 17,88 PB  |
| 4     | Ahymará Espinoza      | VEN  | 17,77     |
| 5     | Ángela Rivas          | COL  | 16,73     |
| 6     | Portious Warren       | TTO  | 16,22     |
| 7     | Gleneve Grange        | JAM  | 15,73     |
| 8     | Trevia Gumbs          | IVB  | 13,23     |

1. August

### Diskuswurf
| Platz | Athletin        | Land | Weite (m) |
| ----- | --------------- | ---- | --------- |
| 1     | Yaime Pérez     | CUB  | 66,00 GR  |
| 2     | Denia Caballero | CUB  | 65,10     |
| 3     | Shaniece Love   | JAM  | 58,40 PB  |
| 4     | Alma Pollorena  | MEX  | 54,22     |
| 5     | Aixa Middleton  | PAN  | 53,97 SB  |
| 6     | Isheka Binns    | JAM  | 53,58     |
| 7     | Portious Warren | TTO  | 51,72     |
| 8     | Lacee Barnes    | CAY  | 46,25     |

31. Juli

### Hammerwurf
| Platz | Athletin          | Land | Weite (m) |
| ----- | ----------------- | ---- | --------- |
| 1     | Rosa Rodríguez    | VEN  | 67,91     |
| 2     | Elianis Despaigne | CUB  | 64,40     |
| 3     | Yaritza Martínez  | CUB  | 61,44     |
| 4     | Johana Moreno     | COL  | 60,83     |
| 5     | Tynelle Gumbs     | IVB  | 56,54     |
| 6     | Sonja Moreno      | GUA  | 51,14     |

29. Juli

### Speerwurf
| Platz | Athletin              | Land | Weite (m) |
| ----- | --------------------- | ---- | --------- |
| 1     | María Lucelly Murillo | COL  | 59,54     |
| 2     | Coralys Ortiz         | PUR  | 56,27     |
| 3     | Yulenmis Aguilar      | CUB  | 55,60     |
| 4     | Dalila Rugama         | NCA  | 50,30 SB  |
| 5     | Mailen Brooks         | CUB  | 46,77     |
| 6     | Kateema Riettie       | JAM  | 42,23     |
| 7     | Sofía Alonso          | GUA  | 40,09     |

1. August

### Siebenkampf
| Platz | Athletin                    | Land | Punkte  |
| ----- | --------------------------- | ---- | ------- |
| 1     | Yorgelis Rodríguez          | CUB  | 6436 GR |
| 2     | Evelis Aguilar              | COL  | 6285 AR |
| 3     | Luisaris Toledo             | VEN  | 5848 NR |
| 4     | Martha Araújo               | COL  | 5744 PB |
| 5     | Alysbeth Félix              | PUR  | 5655    |
| 6     | Ana María Porras            | CRC  | 4852    |
| 7     | Jeannine Allard-Saint-Albin | MTQ  | 4255    |
|       | Tyra Gittens                | TTO  | DNF     |

31. Juli bis 1. August